# André Gibert
Pour les articles homonymes, voir Gibert.
 (août 2024).

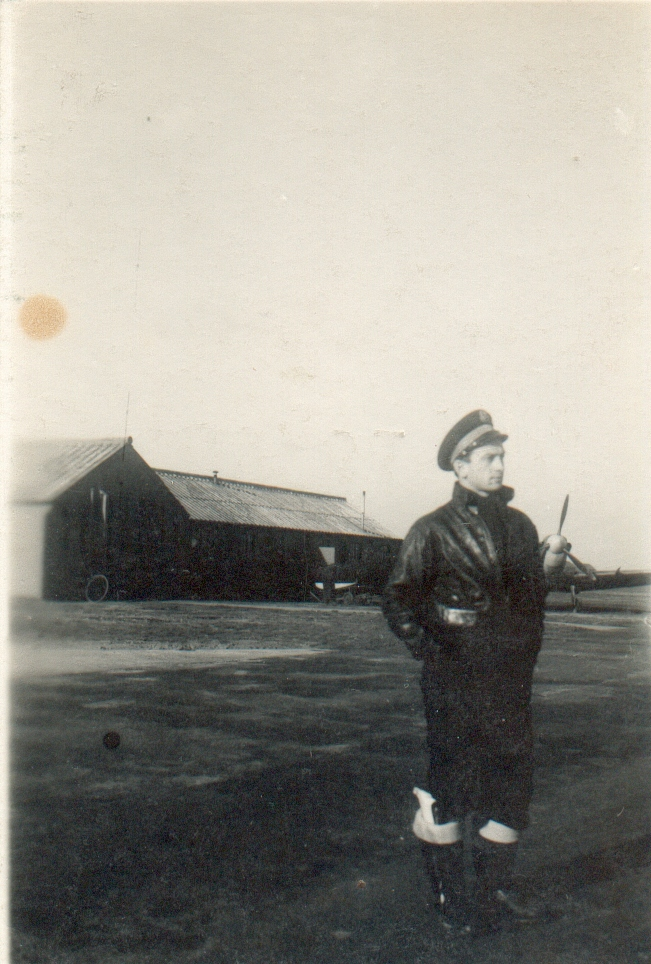
André Gibert.

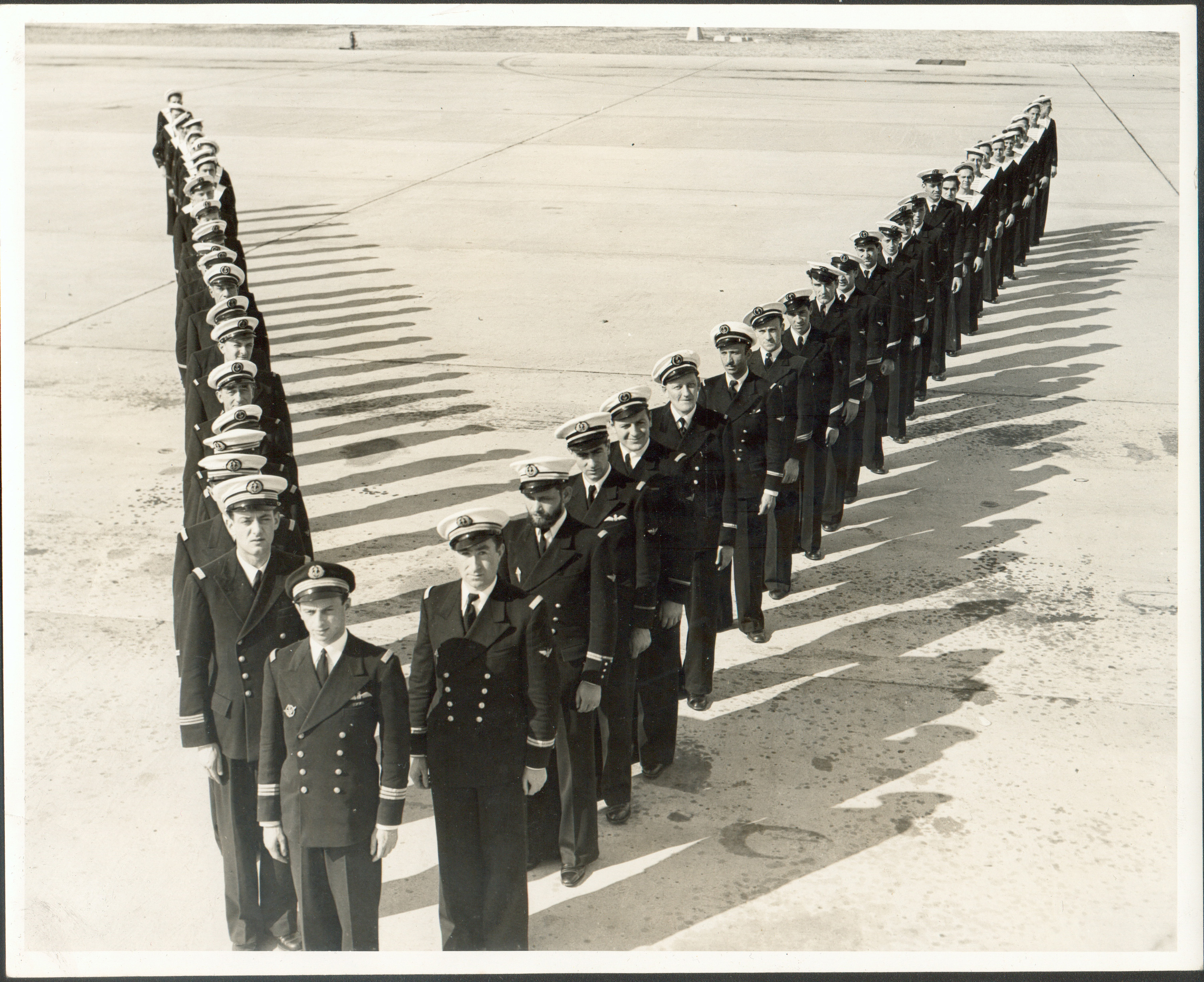
Escadrille 6FE Jacksonville.

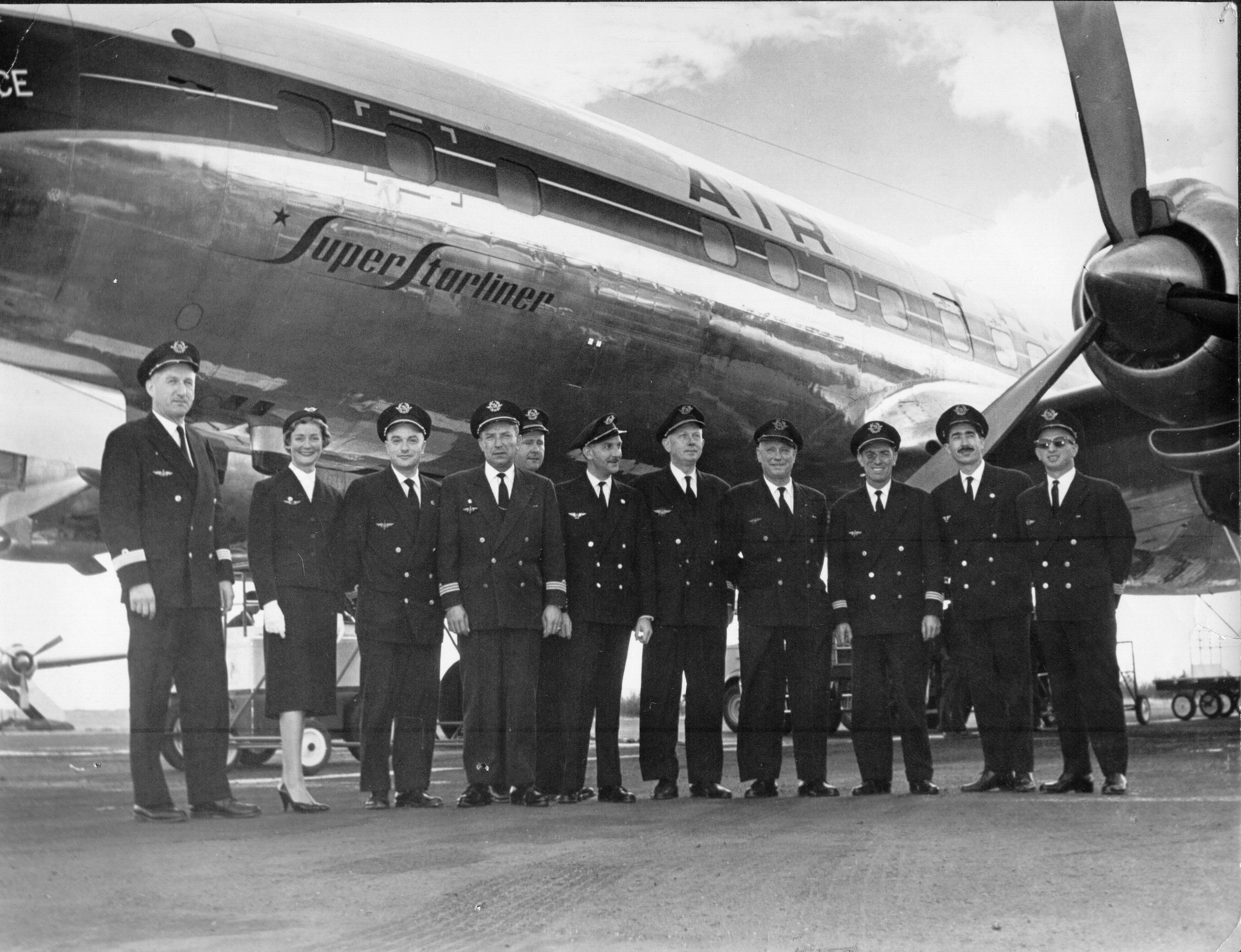
Equipage Superconstellation avec André Gibert à droite.

André Gibert est né le 31 mars 1914 à Paris et décédé le 11 juillet 2003 à La Celle-Saint-Cloud. Membre des FNFL, pilote du Groupe de chasse Île-de-France, il a été un aviateur français de la Seconde Guerre mondiale puis commandant de bord à Air France de 1946 à 1974. André Gibert a terminé sa carrière avec plus de 25 000 heures de vol. Il a été promu au grade de commandeur dans l'ordre de la Légion d'honneur.

## Biographie
André Gibert s'engage dans la Marine marchande en 1934 au rang d'élève officier. En 1935, il est lieutenant au long cours.
Le 15 avril 1937, il incorpore l'Aéronautique navale pour y être breveté pilote le 19 octobre 1938. Il effectue des missions principalement sur hydravion Latécoère 298 à l'escadrille T3 de septembre 1939 à septembre 1940 avec pour théâtres d'opérations le nord de la France et l'Italie. Il participe à la campagne de France avant d'être démobilisé. Ses faits d'armes lui valent sa première citation pendant cette campagne.
En février 1941, André Gibert embarque comme simple matelot sur un cargo mixte, pour le déserter à Saint-Thomas (Virgin Islands) afin de rejoindre l'Angleterre et le général de Gaulle, via New York, le Canada et une longue traversée de 25 jours de l'Atlantique Nord en convoi. Il est l'un des premiers pilotes à avoir rejoint le général Charles de Gaulle et la France libre. Il est engagé le premier avril 1941 dans les Forces navales françaises libres (FNFL). Après un passage en formation jusqu'au 10 novembre 1941, il prend part à la création de la première escadrille française, le Squadron 340 « Groupe de chasse Île-de-France » en tant que pilote de chasse sur Spitfire aux côtés de Philippe de Scitivaux, Maurice Choron, Bernard Dupérier, René Mouchotte, Laffont et d'autres. Il y reste de novembre 1941 à octobre 1942. Le 10 avril 1942, il participe, entre le Touquet et Boulogne-sur-Mer, à une bataille aérienne engageant trois cents avions alliés et allemands ; une des plus grosses rencontres aériennes de la guerre. Il participe également au débarquement de Dieppe le 19 août 1942.
André Gibert est ensuite envoyé aux États-Unis à Jacksonville en Floride commander la formation de la flottille 6FE, la première escadrille d'exploration des Forces navales françaises libres, sur hydravion PBY Catalina. À sa demande il retourne au combat aérien en décembre 1943 dans le No. 611 Squadron RAF de la Royal Air Force sur Spitfire après avoir été affecté à Boscombe Down (Angleterre) comme pilote d'essai pour mettre au point le nouveau chasseur embarqué sur porte-avions Blackburn Firebrand.
Suivent des missions sur la mer du Nord, la Manche, la Belgique, la Hollande. Il est au-dessus de la France le 6 juin 1944, le jour du débarquement, et participe à la bataille de Normandie. D'octobre 1944 à février 1945, affecté à l'état-major Amiral Nord (commandement des forces marines de mer du Nord), il est officier de liaison à Paris. Il retourne ensuite à Jacksonville en Floride pour commander l'entraînement des pilotes de l'Aéronavale avant d'être démobilisé le 15 juillet 1946 avec le grade de capitaine de corvette. Il effectué 250 missions de guerre, compte deux victoires, est officier de la Légion d'honneur, récipiendaire de la croix de guerre avec 8 citations et de la médaille de l'Aéronautique lorsqu'il rentre à Air France le 2 septembre 1946 en tant que pilote stagiaire.
Il devient commandant de bord le 1er octobre 1947, puis instructeur. Avec pour objectif d'améliorer la sécurité des vols commerciaux il est cofondateur en 1952 du Syndicat National des Pilotes de Ligne (SNPL) et en est le président de 1953 à 1955. De 1960 à 1971, il siège comme membre élu représentant du personnel navigant au conseil d'administration d'Air France, qu'il quitte volontairement en 1971.
André Gibert prend sa retraite le 31 mars 1974 avec plus de 25 000 heures de vol.

## Décorations
- Commandeur de la Légion d'honneur  (scellé du sceau de l'Ordre sous le no 3761, décret du 13 juillet 1999)
- Officier de la Légion d'honneur  à titre militaire (décret du 25 mai 1946, Journal officiel du 15 juillet 1946) avec deux citations Croix de Guerre
- Chevalier de la Légion d'honneur  à titre militaire (décret du 26 décembre 1944)
- Croix de guerre 1939–1945 (étoiles argent et vermeil)
- 8 citations dont deux à l’ordre de l’Armée (9 décembre 1944), trois à l’ordre de la Division (juin et août 1942, 7 décembre 1944), deux à l’ordre du Régiment (30 août 1940 et 24 août 1942)
- Médaille de la Résistance française
- Médaille de l'Aéronautique (militaire) : 1945
- Médaille de l'Aéronautique (civil) : 1er mars 1965
- Médaille d’Honneur en Vermeil de l’Aéronautique : 1974
- Médaille d’Honneur en argent de l’Aéronautique : 15 avril 1969
- Grande Médaille d’Or de l’Aéro-Club de France : 1967

## Avions pilotés
Morane-Saulnier MS-315, Farman Goliath, Leo 257, Leo 258, CAMS 37, CAMS 55, Latécoère 521 (Lieutenant de Vaisseau Paris), Latécoère Laté 523 (Altaïr & Adebaran), Caudron Simoun 635, Caudron 445 Goéland (Caudron C.440), Latécoère Laté 298, North American NA57 (North American BT-9 (en)), North American SNJ (North American T-6 Texan), Miles Master Ⅰ&Ⅱ, Hawker Hurricane, Supermarine Spitfire (Spitfire Ⅱ, ⅤB, Ⅸ), PBY Catalina 1 & 2 & 5, Seafire (Supermarine Spitfire), Blackburn Firebrand, Beechcraft SNB, Lockheed Ventura (PV), Curtiss SB2C Helldiver, Douglas DC-3, Douglas DC-4, Caudron C.440, Lockheed Constellation & Superconstellation, Boeing 707.

## Vie de famille
- 7 avril 1951 : mariage avec Mireille Magnac.
- Quatre enfants : Philippe le 14 juillet 1951, Françoise le 10 juin 1954, Bruno le 9 mars 1956, Rémi le 1er mai 1962.

## Photos

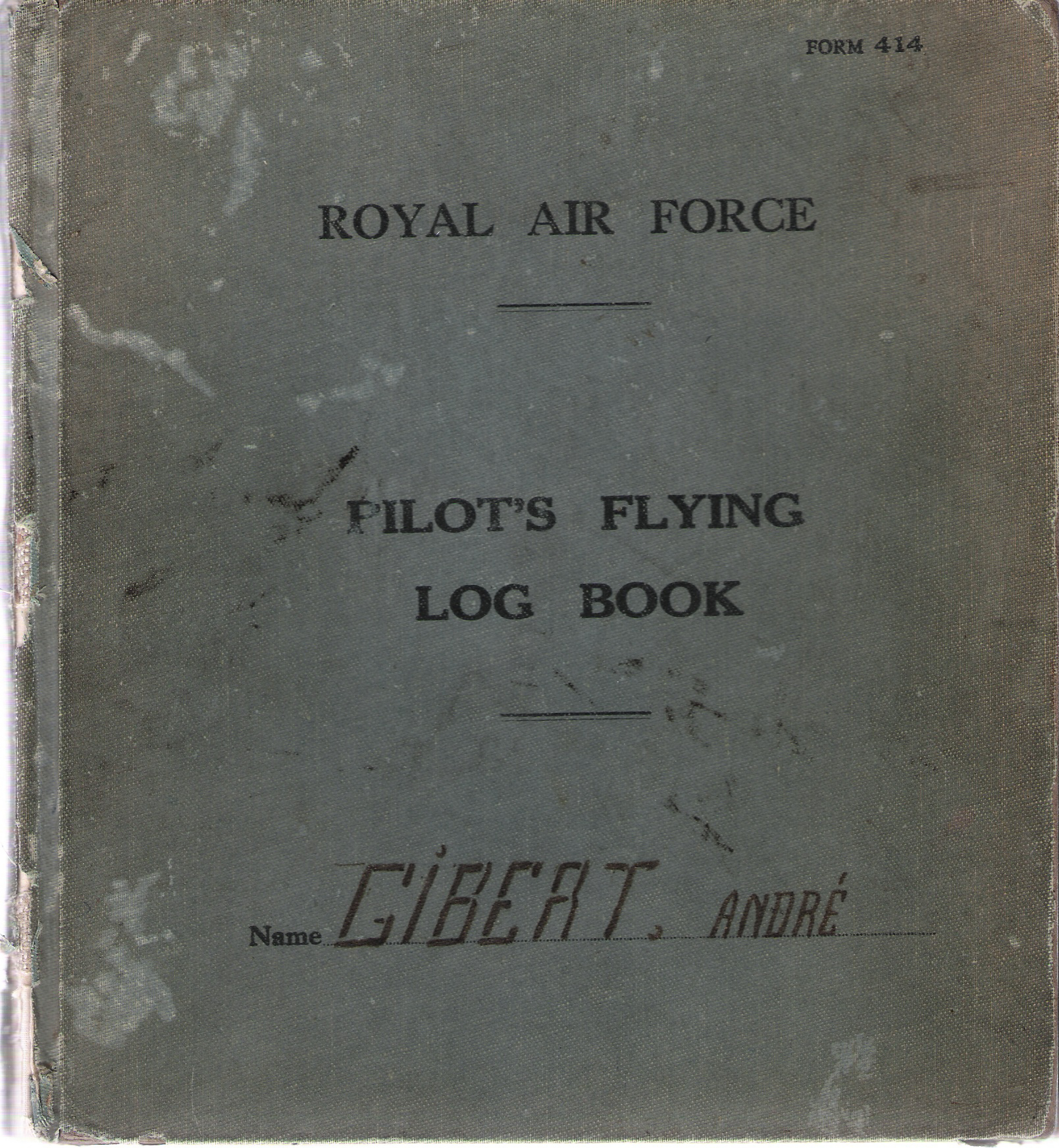
Carnet de vol RAF.
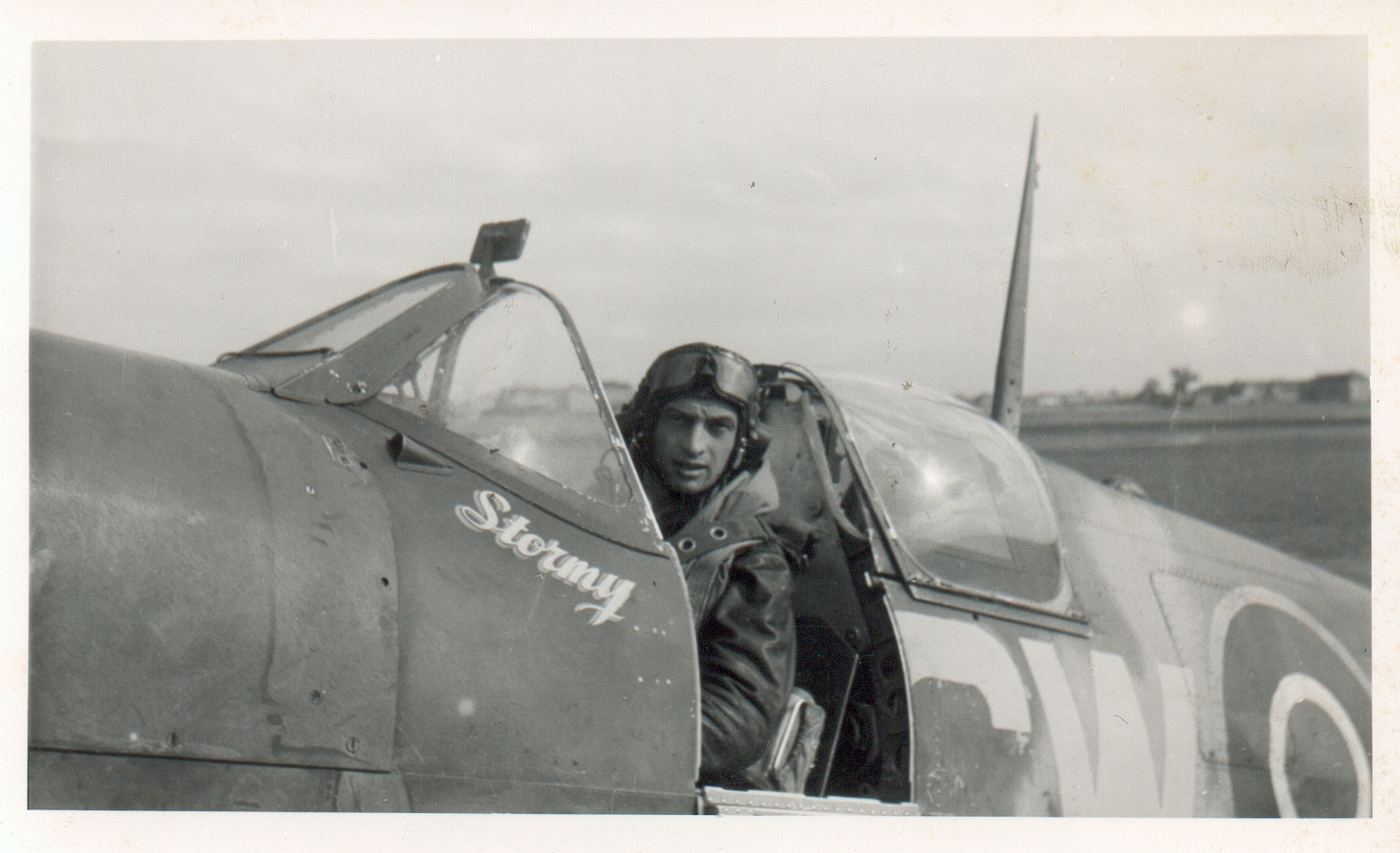
André Gibert dans un Spitfire.
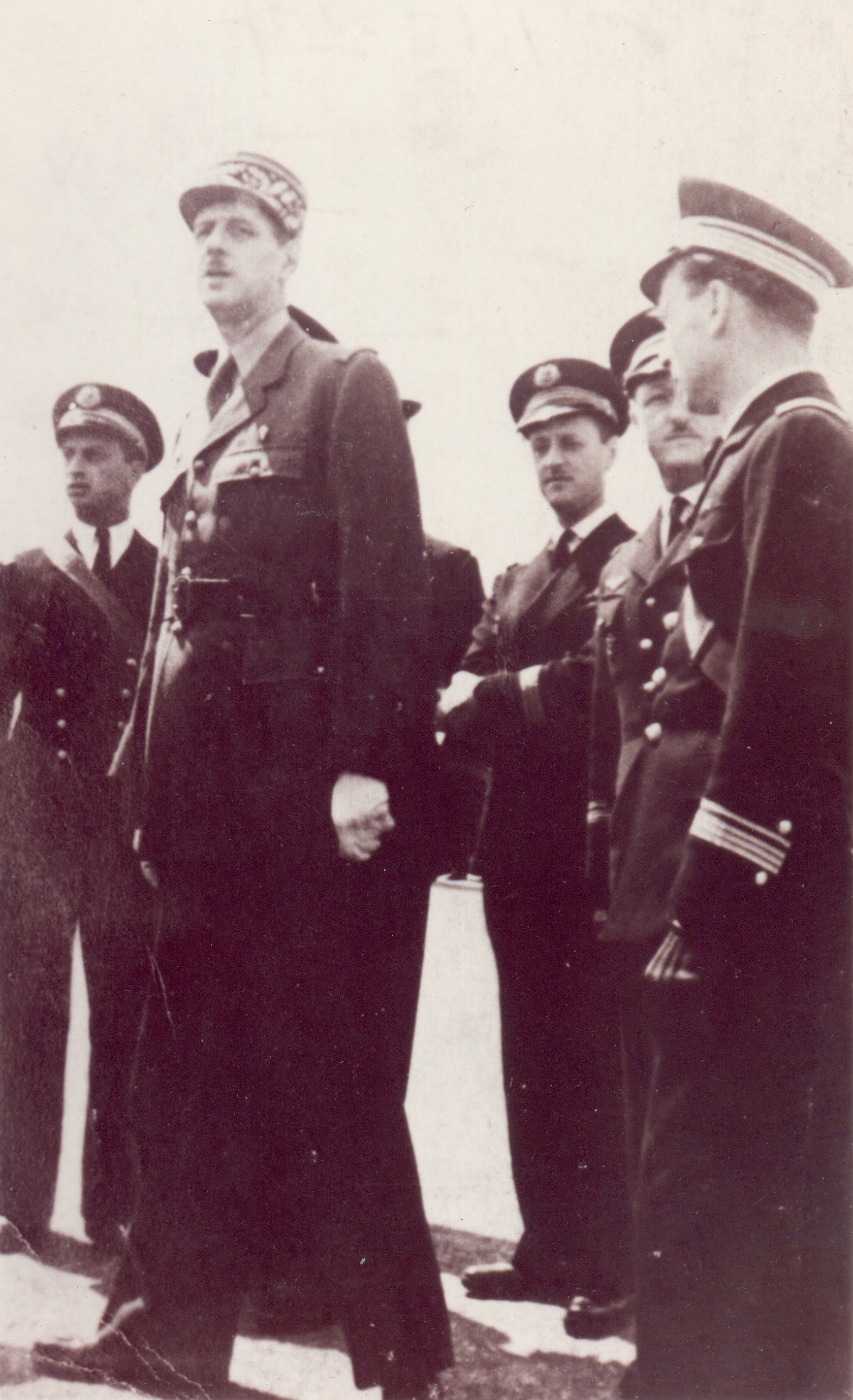
Gibert, De Gaulle, Dupérier.

## Sources
- Livres :
  - (en) Jean-Marie Commeau, L'aéronautique navale française au Royaume-Uni : 1940-1946, Paris, Association pour la recherche de documentation sur l'histoire de l'aéronautique navale, 2000, 227 p. (ISBN 2-913-34401-1 et 978-2-913-34401-3).
  - Historique des Forces Navales Françaises Libres (tomes 1 et 2) édité par la Marine nationale, service Historique de la Marine.
- Revue :
  - Icare, revue de l'aviation française numéros 7, 8, 133, 170.
- Décrets :
  - décrets du 26 décembre 1944, du 25 mai 1946, du 13 juillet 1999, Journal officiel du 15 juillet 1946.

## Documents externes
- (fr) décret du 13 juillet 1999